# Tabanus imparicallosus
Tabanus imparicallosus är en tvåvingeart som beskrevs av Schuurmans Stekhoven 1926. Tabanus imparicallosus ingår i släktet Tabanus och familjen bromsar. Inga underarter finns listade i Catalogue of Life.